# Beagle board
Beagle board — недорогой одноплатный компьютер, разработанный компаниями Texas Instruments и Digi-Key. Изначально Beagle board разрабатывался в тесном сотрудничестве с сообществом open source с целью демонстрации возможностей системы на микропроцессоре OMAP3530.

## Особенности
Размер платы составляет примерно 3.0 х 3.0". Центральный процессор платы, OMAP3530, основан на ядре ARM Cortex-A8 и включает в себя цифровой сигнальный процессор TMS320C64x+ (ускорение обработки видео- и аудиоданных) и PowerVR SGX530 (ускоритель 2D/3D графики, поддерживает OpenGL ES 2.0).
На плате присутствуют следующие разъёмы:
- S-VIDEO
- HDMI
- Слот SD/MMC для карт памяти
- USB OTG
- RS-232
- JTAG
- 3,5 мм in/out audio.

Объём ПЗУ и ОЗУ одинаков и составляет 256 МБ. Благодаря корпусу POP («чип-на-чипе») память не занимает дополнительного места на плате.
Плата потребляет до 2 Вт и может питаться от разъёма USB или блока питания на 5 В. Благодаря малому энергопотреблению не требует системы охлаждения.
27 августа 2010 года вышла в свет модифицированная версия BeagleBoard — BeagleBoard-xM. Главными её отличиями от предшествующей модели являются чуть большие размеры (3,25 x 3,25" или 8,25 х 8,25 см), возросшая тактовая частота процессора (1 ГГц против 720 МГц), увеличенный объём ОЗУ (512 МБ против 256 МБ), Ethernet RJ-45 разъём и 4-портовый USB-хаб. Также в новой версии платы отсутствует ПЗУ, поэтому операционная система и пользовательские данные необходимо хранить на внешней microSD-карте.

## Характеристики

### Ревизия С4
- Чип-на-чипе ЦПУ/Память

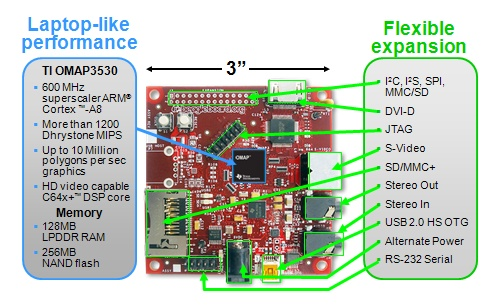
Описание Beagle Board

  - Процессор TI OMAP3530 — 720 МГц с ядром ARM Cortex-A8
  - ЦСП TMS320C64x+ — 520 МГц, обработка видео до 720p @ 30fps
  - Графический процессор PowerVR SGX
  - ОЗУ — 256 МБ LPDDR
  - 256 МБ NAND FLASH

- Периферийные разъёмы
  - DVI-D (разъём HDMI, макс. разрешение 1280 x 1024 пикселей)
  - S-Video
  - USB OTG (mini AB)
  - USB
  - SD/MMC
  - 3,5-мм стерео-аудио-разъёмы, вход/выход
  - RS-232
  - JTAG
  - Разъём питания 5 В

- Информация для разработчиков
  - Загрузчик находится в ПЗУ
  - Возможна загрузка с NAND памяти, SD/MMC, USB или последовательного порта
  - Возможность работы со следующими дистрибутивами Linux: Android, Angstrom Linux, Ubuntu, Gentoo, Maemo. Также возможна установка Windows CE, Symbian, QNX.

### Ревизия xM
- Чип-на-чипе ЦПУ/Память
  - Процессор TI DM3730 — 1 ГГц с ядром ARM Cortex-A8
  - Цифровой сигнальный процессор TMS320C64x+ — 800 МГц, обработка видео до 720p @ 30 fps
  - Графический процессор PowerVR SGX
  - ОЗУ — 512 МБ LPDDR
  - 4 ГБ microSD карта памяти с предустановленным Angstrom Linux входит в комплект

- Периферийные разъёмы
  - DVI-D (разъём HDMI, макс.разрешение 1280x1024)
  - S-Video
  - USB OTG (mini AB)
  - 4 USB порта
  - Разъём для карт microSD/MMC
  - 3,5 мм стерео аудио разъёмы, вход/выход
  - Разъём для подключения камеры
  - Слот расширения
  - Ethernet RJ-45
  - RS-232
  - JTAG
  - Разъём питания 5 В

- Информация для разработчиков
  - Загрузчик находится на microSD карте
  - Загрузка возможна только с microSD карты!
  - Возможность работы со следующими дистрибутивами Linux: Android, Angstrom Linux, Ubuntu, Gentoo, Maemo. Также возможна установка Windows CE.

## Сводная таблица
|                          | BeagleBoard-X15                      | BeagleBone Black                 | BeagleBone           | BeagleBoard-xM                                    | BeagleBoard    |
| ------------------------ | ------------------------------------ | -------------------------------- | -------------------- | ------------------------------------------------- | -------------- |
| Дата выпуска, месяц, год | 09.2016                              | 04.2013                          | 10.2011              | 09.2010                                           | 7.2008         |
| Частота процессора, МГц  | 1500                                 | 1000                             | 720                  | 1000                                              | 720            |
| GPU                      | +                                    | +                                | +                    | +                                                 | +              |
| DSP                      | +                                    | -                                | -                    | +                                                 | +              |
| Оперативная память, MiB  | 2048                                 | 512                              | 256                  | 512                                               | 128, 256       |
| Сетевые порты            | Двойной порт Gigabit Ethernet        | Fast Ethernet                    | Fast Ethernet        | Fast Ethernet (через USB-концентратор с Ethernet) | -              |
| Видео выходы             | HDMI, LCD через дополнительную плату | Micro-HDMI, дополнительная плата | дополнительная плата | DVI-D, S-Video                                    | DVI-D, S-Video |

## Клоны
- IGEPv2 — плата с чуть большими размерами, увеличенным объёмом ОЗУ, встроенными Bluetooth, Wi-Fi, USB Host, разъёмом Ethernet и использующая microSD карту вместо обычной SD.
- ICETEK Mini Board
- Embest DevKit8000